# Consulat général de Turquie à Strasbourg
Le consulat général de Türkiye à Strasbourg est une représentation consulaire de la République de Türkiye en France. Il est situé 3 rue Toreau, à Strasbourg, en Alsace.

## Ancien consulat
Il succède à l'ancien consulat de la rue Lamey, devenu trop exigu. De plus il avait fallu le séparer des autres représentations turques à Strasbourg.

## Consulat actuel
Il a été construit sur un terrain accueillant auparavant des bureaux provisoires des agents du Conseil de l'Europe qui se trouve à quelques pas.
Le permis de construire a été accordé en janvier 2012. L'ouverture devait initialement avoir lieu en 2014, et il a fallu attendre finalement le 18 juin 2019.
Le complexe de 4 bâtiments abrite le consulat, mais également l'ambassadeur de Turquie et les membres de la diplomatie turque auprès du Conseil de l'Europe, la résidence du consul, et un accueil pour les ressortissants turcs. On y trouve cinq pièces de réception,

## Représentation de Chypre du Nord
A la même adresse se trouve la représentation de la partie nord de l'île.

## Sources
1. ↑  « Un consulat de Turquie monumental à Strasbourg », sur France 3 Grand Est (consulté le 10 mai 2020)
2. ↑  « Nouveau consulat de Turquie (Strasbourg) — Archi-Wiki », sur www.archi-wiki.org (consulté le 10 mai 2020)
3. ↑  « STRASBOURG - Turquie. Le nouveau consulat de Turquie à Strasbourg ouvre bientôt », sur www.dna.fr (consulté le 10 mai 2020)
4. ↑  « En grès des Vosges et carreaux d'Iznik, le monumental consulat de Turquie se dévoile », sur Rue89 Strasbourg, 18 juillet 2018 (consulté le 10 mai 2020)
5. ↑  (tr) « Anasayfa », sur Strazburg Temsilciliği (consulté le 12 mai 2020)